# TT Isla de Man

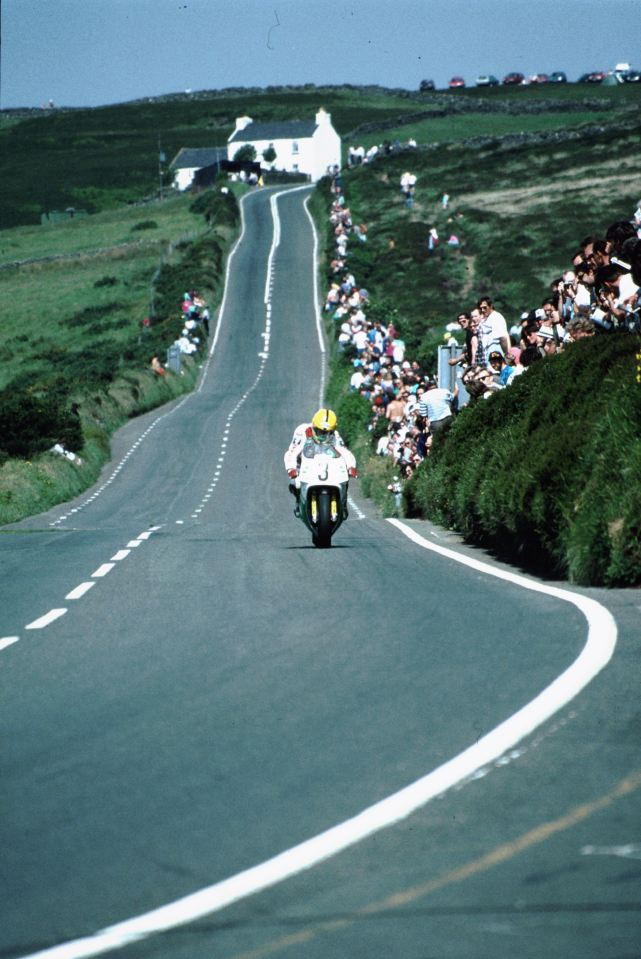
1992: Joey Dunlop sobre su Honda RC30

El TT Isla de Man, Tourist Trophy, International Isle of Man Tourist Trophy, Isle of Man TT y/o Manx TT es una competición motociclística internacional que se celebra desde el año 1907 en la isla de Man, sobre carreteras cerradas al tráfico (Ruta de la montaña Snaefel). La carrera se realiza en formato contrarreloj.
Es considerada como una de las competiciones de motor más peligrosas de todo el mundo, con más de 260 víctimas fatales.

## Orígenes

### Gordon Bennett y las carreras de automóviles del Tourist Trophy
Las carreras de vehículos motorizados comenzaron en la Isla de Man en 1904 con la Prueba Eliminatoria Gordon Bennett, restringida a automóviles de turismo. Dado que la Motor Car Act de 1903 había impuesto una restricción de velocidad de 20 mph (32,2 km/h) a los automóviles en el Reino Unido, Julian Orde, secretario del Automobile Car Club de Gran Bretaña e Irlanda, solicitó a las autoridades de la Isla de Man permiso para competir con automóviles en las vías públicas de la isla. La Ley de Carreteras (para Locomotoras Ligeras) de 1904 autorizó en la Isla de Man un circuito de 52,15 millas (83,9 km) para disputar la Prueba Eliminatoria Gordon Bennett de 1904, que fue ganada por Clifford Earl (con un Napier) en 7 horas y 26,5 minutos, tras completar cinco vueltas (411,2 km) a la Highroads Course. La Prueba Gordon Bennett de 1905 se celebró el 30 de mayo de 1905 y fue ganada nuevamente por Clifford Earl (también conduciendo un automóvil Napier) en 6 horas y 6 minutos para dar seis vueltas del Highroads Course. Esto fue seguido en septiembre de 1905 por la primera Carrera del Trofeo Turístico de la Isla de Man para automóviles de carreras (posteriormente conocida como RAC Tourist Trophy) y fue ganada por John Napier (con un Arrol-Johnston) en 6 horas y 9 minutos a una velocidad promedio de 33,9 mph (54,6 km/h).

### Carrera de la Copa Internacional de Motocicletas (1905)
Tras la Prueba Eliminatoria Gordon Bennett de 1905, se decidió realizar una prueba para motocicletas al día siguiente, para determinar el equipo que representaría a Gran Bretaña en las Carreras de la Copa Internacional de Motocicletas. Un accidente en la horquilla de Ramsey obligó a retirarse a uno de los favoritos antes de la carrera, y la incapacidad de los competidores para subir la empinada sección de montaña del recorrido obligó a los organizadores a utilizar una sección de tan solo 25 millas (40,2 km) del recorrido de la Prueba Gordon Bennett. Esta sección discurría desde Douglas al sur hasta Castletown y luego al norte hasta Ballacraine en la carretera principal A3, y regresando a la salida en Quarterbridge, Douglas, pasando por Crosby y Glen Vine, por el actual circuito de montaña Snaefell en dirección inversa. La Carrera de la Copa Internacional de Motocicletas de 1905, disputada a cinco vueltas (201,2 km) fue ganada por J.S. Campbell (con una motocicleta Ariel), a pesar de un incendio durante una parada en boxes, con un tiempo de 4 horas, 9 minutos y 36 segundos a una velocidad media de carrera de 30,04 mph (48,3 km/h).

## Época moderna
La carrera de la clase mayor se denomina Senior TT. Allí competían motocicletas de Gran Premio de hasta 500 cm³, hasta que en 1985 se adoptó el reglamento TT Fórmula 1 y en 2005 las Superbikes de 1000–1200 cm³. En el Senior TT se han destacado Mike Hailwood con siete victorias, John McGuinness con seis y Giacomo Agostini con cinco.
Las demás clases son Superbikes TT (1000–1200 cm³), Superstock TT (1000–1200 cm³), Supersport TT (600–750 cm³), Lightweight (actualmente Supertwin) TT (650 cm³) y Sidecar TT (600 cm³). En 2010 se creó la clase TT Zero, para motocicletas eléctricas.
La primera carrera tuvo lugar el 28 de mayo de 1907 sobre un recorrido de 10 vueltas a un circuito de unos 25,5 kilómetros. El vencedor de esta primera edición en la categoría de un cilindro (y a la vez ganador total) fue Charlie Collier, que pilotando una Matchless realizó el recorrido en 4 horas, 8 minutos y 8 segundos, logrando una velocidad media de 61,5 km/h. El vencedor en la categoría de dos cilindros fue Rem Fowler, que pilotando una Norton con motor Peugeot completó el circuito en 4 horas, 21 minutos y 52 segundos, por lo que obtuvo una velocidad media de 58,3 km/h.
El trofeo otorgado al ganador de esa primera edición fue donado por el marqués de Mouzilly, y representa al dios Hermes. El trofeo actualmente le es otorgado al vencedor de la categoría Senior.
En la actualidad (2019) se considera una de las carreras más veloces y peligrosas del motociclismo, con más de 250 muertos a través de su historia y con promedios de velocidad superiores a los 200 km/h (por ejemplo, 208 km/h por John McGuinness en la categoría Senior) y velocidades pico de 332 km/h.

## Categorías
De acuerdo con la web oficial del certamen, estas son las categorías que compiten en el Tourist Trophy de la isla de Man:
- Lightweight: Actualmente las motocicletas que conforman dicha categoría son las "Super-Twin", que tienen como especificaciones principales el ser refrigeradas por líquido, ser de 2 cilindros y no tener una cilindrada mayor que 650 cm³.
- Superstock: Básicamente motos de serie, con pequeñas modificaciones en la suspensión y en la parte final de los escapes (suelen ser de 1000 cm³).
- Supersport: Motos más modificadas que las superstock, con modificaciones a nivel de los escapes completos y suspensión delantera. Los motores deben seguir las siguientes especificaciones:

Entre 400 y 600 cm³ – 4 cilindros
Entre 500 y 675 cm³ – 3 cilindros
Entre 600 y 750 cm³ – 2 cilindros
- Superbike: Las mismas del campeonato de Superbike y con las mismas especificaciones.
- Senior: Puede ser básicamente de cualquier especificación; incluso han corrido en la SeniorTT motocicletas de la categoría MotoGP debido a que depende principalmente del criterio de los organizadores permitir la participación aunque usualmente se corre con la misma motocicleta de la categoría Superbike.

## Tabla de ganadores
| #  | Piloto(s) | Victorias |
| -- | --- | --------- |
| 1  | Michael Dunlop | 33        |
| 2  | Joey Dunlop | 26        |
| 3  | John McGuinness | 23        |
| 4  | Dave Molyneux | 17        |
| 5  | Ian Hutchinson | 16        |
| 6  | Mike Hailwood | 14        |
| 7  | Bruce Anstey | 12        |
| 8  | Steve Hislop, Phillip McCallen | 11        |
| 9  | Giacomo Agostini, Robert Fisher, Ian Lougher, Stanley Woods | 10        |
| 10 | Ben Birchall, Tom Birchall, Mick Boddice, David Jefferies, Siegfried Schauzu | 9         |
| 11 | Rick Long, Jim Moodie, Chas Mortimer, Phil Read, Dan Sayle, Charlie Williams | 8         |
| 12 | Mick Grant, Wolfgang Kalauch, Tony Rutter, Michael Rutter | 7         |
| 13 | Chas Birks, Geoff Duke, Jimmie Guthrie, Jim Redman, John Surtees, | 6         |
| 14 | Alec Bennett, Nick Crowe, Robert Dunlop, Peter Hickman, Brian Reid, Carlo Ubbiali | 5         |
| 15 | Klaus Enders, Freddie Frith, Wal Handley, Trevor Ireson, Benga Johansson, Dave Leach, Chris Palmer, Ray Pickrell, Tarquinio Provini, Horst Schneider, Barry Smith, Bill Smith, Jock Taylor, John Williams | 4         |
| 16 | Ray Amm, Adrian Archibald, Graeme Crosby, Harold Daniell, Max Deubel, Ralf Engelhardt, Ryan Farquhar, Patrick Farrance, Carl Fogarty, Alex George, Tom Herron, Darren Hope, Emil Hörner, Alan Jackson, Tony Jefferies, Geoff Johnson, Klaus Klaffenböck, Rob McElnea, Bob McIntyre, Phil Mellor, Dave Morris, Clive Pollington, Walter Schneider, Ian Simpson, Rolf Steinhausen, Hans Strauss, Luigi Taveri, Don Williams, Barry Woodland | 3         |
| 17 | Fergus Anderson, Hugh Anderson, Manliff Barrington, Artie Bell, Geoff Bell, Lowry Burton, Kel Carruthers, Bernard Codd, Charlie Collier, Keith Cornbill, Mark Cox, Steve Cull, Pat Cushnahan, Howard R Davies, Freddie Dixon, Charlie Dodson, Cameron Donald, Iain Duffus, Karl Ellison, Bob Foster, Dick Greasley, Manfred Grunwald, Hermann Hahn, Craig Hallam, Shaun Harris, Dean Harrison, John Hartle, Pete Hill, Fritz Hillebrand, Mac Hobson, Gary Hocking, John Holden, Josef Huber, Tim Hunt, Bill Ivy, Gary Johnson, Alistair King, Con Law, Eddie Laycock, Ivan Lintin, Bill Lomas, Nick Long, Graeme McGregor, Trevor Nation, Gary Padgett, Steve Plater, Jock Porter, Nick Roche, Cecil Sandford, Dave Saville, Tom Sheard, Edwin Twemlow, Malcolm Uphill, Dave Wells, Eric Williams, Andrew Winkle, Michael Wynn | 2         |
| 18 | Steve Abbott, Dario Ambrosini, Frank A Applebee, Ivor Arber, Reg Armstrong, Kenny Arthur, Stewart Atkinson, Georg Auerbacher, Mike Aylott, Mark Baldwin, Rob Barber, W. Harry Bashall, Ian Bell, Phillip Biggs, Eric Bliss, Dieter Braun, Eric Briggs, Norman Brown, Ralph Bryans, Jimmy Buchan, Trevor Burgess Roger Burnett, Mick Burns, Florian Camathias, Maurice Cann, Neil Carpenter, Phil Carpenter, Phil Carter, Harold Clark, Rod Coleman, Harry A Collier, Stuart Collins, Syd Crabtree, Dave Croxford, J.D. Daniels, Leo Davenport, Geoff Davison, Tommy de la Hay, Ernst Degner, Walter Denny, George Douglas, Eddie Dow, Percy Evans, Helmut Fath, Jack Findlay, John Flaxman, Frank Fletcher, Rem Fowler, John Gibbard, Sid Gleave, Oliver Godfrey, Les Graham, Stuart Graham, Werner Haas, Dave Hallam, Roy Hanks, Colin Hardman, Bernard Hargreaves, Conrad Harrison, Ron Haslam, Ronnie Hazlehurst, Chris Heath, Alfred Herzig, Freddie Hicks, James Hillier, Robert Holden, Rupert Hollaus, Colin Hopper, Ken Horstman, Clive Horton, Eric Housley, Dennis Ireland, Mitsuo Itoh, Brian Jackson, Nick Jefferies, Doug Jewell, C. W. Johnston, Ken Kavanagh, Bob Keeler, Neil Kelly, Basil Keys, John Kidson, Ewald Kluge, Ray Knight, David Lashmar, Monty V. Lockwood, Frank Longman, Heinz Luthringshauser, Jack Marshall, Keith Martin, Hugh Mason, Cromie McCandless, Georg Meier, Ted Mellors, Mark Miller, Derek Minter, Brian Morrison, Les Nutt, George O'Dell, Eric Oliver, Mat Oxley, Len Parker, Philip Parker, Denis Parkinson, Graham Penny, Alex Phillip, Derek Powell, Cyril Pullin, Brian Purslow, Richard Quayle, Johnny Rea, Harry Reed, Tim Reeves, Brett Richmond, Tommy Robb, John Robinson, Mike Rogers, Nigel Rollason, Dave Roper, Gordon Russell, Fritz Scheidegger, Martyn Sharpe, Dave Simmonds, Bill Simpson, Jimmie Simpson, Cyril Taft, Omobono Tenni, Steve Tonkin, George Tucker, Kenneth Twemlow, Henry Tyrell-Smith, Chris Vincent, Terry Vinicombe, Graham Walker, Frank Whiteway, Cyril Williams, Paul Williams, Peter Williams, Alfred Wohlgemuth, Tim Wood, Tommy Wood, Stan Woods | 1         |
|    | Fuente: |           |

## Ediciones del Campeonato Mundial de Motociclismo
El TT de la isla de Man formó parte del Campeonato Mundial de Motociclismo desde 1949 hasta 1976. Durante ese período, las carreras en la isla contaron como fecha del Gran Premio del Reino Unido, incluyendo el Sidecar TT, 50cc Ultra-Lightweight TT, 125cc Lightweight TT, 250cc Lightweight TT, 350cc Junior TT y 500cc Senior TT. Después de realizarse las carreras de 1972, el múltiple campeón mundial de motociclismo dominante de su época, Giacomo Agostini, anunció que nunca volvería a competir en la isla de Man, declarándola demasiado peligrosa para la competición internacional y que era indignante, que tal carrera no debería ser parte de un escenario donde los pilotos eran obligados a hacer dicha carrera. En este punto, el TT de la isla de Man no era adecuado para el profesionalismo en crecimiento ni para los aspectos comerciales del Gran Premio de Motociclismo. Más y más pilotos se unieron a su boicot, y en 1976 la carrera fue eliminada del campeonato y reemplazada por el Gran Premio de Gran Bretaña.
| Año  | 50 cc (Ultra-Lightweight TT) | 50 cc (Ultra-Lightweight TT) | 125 cc (Lightweight TT) | 125 cc (Lightweight TT) | 250 cc (Lightweight TT) | 250 cc (Lightweight TT) | 350 cc (Junior TT) | 350 cc (Junior TT) | 500 cc (Senior TT) | 500 cc (Senior TT) |
| Año  | Piloto                       | Constructor                  | Piloto                  | Constructor             | Piloto                  | Constructor             | Piloto             | Constructor        | Piloto             | Constructor        |
| ---- | ---------------------------- | ---------------------------- | ----------------------- | ----------------------- | ----------------------- | ----------------------- | ------------------ | ------------------ | ------------------ | ------------------ |
| 1976 |                              |                              |                         |                         | Tom Herron              | Yamaha                  | Chas Mortimer      | Yamaha             | Tom Herron         | Yamaha             |
| 1975 |                              |                              |                         |                         | Chas Mortimer           | Yamaha                  | Charlie Williams   | Yamaha             | Mick Grant         | Kawasaki           |
| 1974 |                              |                              |                         |                         | Charlie Williams        | Yamaha                  | Tony Rutter        | Yamaha             | Phil Carpenter     | Yamaha             |
| 1973 |                              |                              | Tommy Robb              | Yamaha                  | Charlie Williams        | Yamaha                  | Tony Rutter        | Yamaha             | Jack Findlay       | Suzuki             |
| 1972 |                              |                              | Chas Mortimer           | Yamaha                  | Phil Read               | Yamaha                  | Giacomo Agostini   | MV Agusta          | Giacomo Agostini   | MV Agusta          |
| 1971 |                              |                              | Chas Mortimer           | Yamaha                  | Phil Read               | Yamaha                  | Tony Jefferies     | Yamsel             | Giacomo Agostini   | MV Agusta          |
| 1970 |                              |                              | Dieter Braun            | Suzuki                  | Kel Carruthers          | Yamaha                  | Giacomo Agostini   | MV Agusta          | Giacomo Agostini   | MV Agusta          |
| 1969 |                              |                              | Dave Simmonds           | Kawasaki                | Kel Carruthers          | Benelli                 | Giacomo Agostini   | MV Agusta          | Giacomo Agostini   | MV Agusta          |
| 1968 | Barry Smith                  | Derbi                        | Phil Read               | Yamaha                  | Bill Ivy                | Yamaha                  | Giacomo Agostini   | MV Agusta          | Giacomo Agostini   | MV Agusta          |
| 1967 | Stuart Graham                | Suzuki                       | Phil Read               | Yamaha                  | Mike Hailwood           | Honda                   | Mike Hailwood      | Honda              | Mike Hailwood      | Honda              |
| 1966 | Ralph Bryans                 | Honda                        | Bill Ivy                | Yamaha                  | Mike Hailwood           | Honda                   | Giacomo Agostini   | MV Agusta          | Mike Hailwood      | Honda              |
| 1965 | Luigi Taveri                 | Honda                        | Phil Read               | Yamaha                  | Jim Redman              | Honda                   | Jim Redman         | Honda              | Mike Hailwood      | MV Agusta          |
| 1964 | Hugh Anderson                | Suzuki                       | Luigi Taveri            | Honda                   | Jim Redman              | Honda                   | Jim Redman         | Honda              | Mike Hailwood      | MV Agusta          |
| 1963 | Mitsuo Itoh                  | Suzuki                       | Hugh Anderson           | Suzuki                  | Jim Redman              | Honda                   | Jim Redman         | Honda              | Mike Hailwood      | MV Agusta          |
| 1962 | Ernst Degner                 | Suzuki                       | Luigi Taveri            | Honda                   | Derek Minter            | Honda                   | Mike Hailwood      | MV Agusta          | Gary Hocking       | MV Agusta          |
| 1961 |                              |                              | Mike Hailwood           | Honda                   | Mike Hailwood           | Honda                   | Phil Read          | Norton             | Mike Hailwood      | Norton             |
| 1960 |                              |                              | Carlo Ubbiali           | MV Agusta               | Gary Hocking            | MV Agusta               | John Hartle        | MV Agusta          | John Surtees       | MV Agusta          |
| 1959 |                              |                              | Tarquinio Provini       | MV Agusta               | Tarquinio Provini       | MV Agusta               | John Surtees       | MV Agusta          | John Surtees       | MV Agusta          |
| 1958 |                              |                              | Carlo Ubbiali           | MV Agusta               | Tarquinio Provini       | MV Agusta               | John Surtees       | MV Agusta          | John Surtees       | MV Agusta          |
| 1957 |                              |                              | Tarquinio Provini       | Mondial                 | Cecil Sandford          | Mondial                 | Bob McIntyre       | Gilera             | Bob McIntyre       | Gilera             |
| 1956 |                              |                              | Carlo Ubbiali           | MV Agusta               | Carlo Ubbiali           | MV Agusta               | Ken Kavanagh       | Moto Guzzi         | John Surtees       | MV Agusta          |
| 1955 |                              |                              | Carlo Ubbiali           | MV Agusta               | Bill Lomas              | Moto Guzzi              | Bill Lomas         | Moto Guzzi         | Geoff Duke         | Gilera             |
| 1954 |                              |                              | Rupert Hollaus          | NSU                     | Werner Haas             | NSU                     | Rod Coleman        | AJS                | Ray Amm            | Norton             |
| 1953 |                              |                              | Leslie Graham           | MV Agusta               | Fergus Anderson         | Moto Guzzi              | Ray Amm            | Norton             | Ray Amm            | Norton             |
| 1952 |                              |                              | Cecil Sandford          | MV Agusta               | Fergus Anderson         | Moto Guzzi              | Geoff Duke         | Norton             | Reg Armstrong      | Norton             |
| 1951 |                              |                              | Cromie McCandless       | Mondial                 | Tommy Wood              | Moto Guzzi              | Geoff Duke         | Norton             | Geoff Duke         | Norton             |
| 1950 |                              |                              |                         |                         | Dario Ambrosini         | Benelli                 | Artie Bell         | Norton             | Geoff Duke         | Norton             |
| 1949 |                              |                              |                         |                         | Manliff Barrington      | Moto Guzzi              | Freddie Frith      | Velocette          | Harold Daniell     | Norton             |

## Récords de vuelta
| Categoría                    | Piloto(s)                   | Motocicleta       | Neu.     | Año  | Tiempo    | Vel. media  | Vel. media   | Fuente               |
| Categoría                    | Piloto(s)                   | Motocicleta       | Neu.     | Año  | Tiempo    | mph         | km/h         | Fuente               |
| ---------------------------- | --------------------------- | ----------------- | -------- | ---- | --------- | ----------- | ------------ | -------------------- |
| Total (todas las categorías) | Peter Hickman               | BMW M1000RR       | Dunlop   | 2023 | 16:36.114 | 136.358 mph | 219.447 km/h | [ 16 ]               |
| Superbike TT                 | Peter Hickman               | BMW M1000RR       | Dunlop   | 2023 | 16:42.825 | 135.445 mph | 217.978 km/h | [ 16 ] [ 17 ] [ 18 ] |
| Supersport TT                | Michael Dunlop              | Yamaha YZF-R6     | Dunlop   | 2023 | 17:21.604 | 130.403 mph | 209.863 km/h | [ 16 ]               |
| Lightweight TT               | Michael Dunlop              | Paton S1-R        | Metzeler | 2018 | 18:26.543 | 122.750 mph | 197.547 km/h | [ 16 ]               |
| Ultra-Lightweight TT         | Chris Palmer                | Honda RS125       |          | 2004 | 20:20.87  | 110.52 mph  | 177.86 km/h  | [ 16 ]               |
| Senior TT                    | Peter Hickman               | BMW S1000RR       | Dunlop   | 2018 | 16:42.778 | 135.452 mph | 217.989 km/h | [ 16 ]               |
| Superstock TT                | Peter Hickman               | BMW S1000RR       | Dunlop   | 2023 | 16:36.114 | 136.358 mph | 219.447 km/h | [ 16 ] [ 19 ]        |
| TT Zero                      | Michael Rutter              | Mugen Shinden     | Dunlop   | 2019 | 18:34.172 | 121.91 mph  | 196.20 km/h  | [ 16 ]               |
| Sidecar TT                   | Ben Birchall y Tom Birchall | Honda CBR Sidecar | Avon     | 2023 | 18:45.850 | 120.645 mph | 194.159 km/h | [ 16 ] [ 20 ] [ 21 ] |